# 랑방
랑방(프랑스어: Lanvin)은 잔 랑방에 의해 1889년에 설립된 프랑스의 패션 브랜드이다.